# Sofie Rubbrecht
Sofie Rubbrecht, née le 27 juin 1995 à Lommel, est une tumbleuse belge.

## Carrière
Aux Championnats du monde 2021 à Bakou, elle remporte la médaille d'argent en tumbling par équipes avec Laura Vandevoorde, Louise van Regenmortel et Tachina Peeters
Tijdens het Europees Kampioenschap 2022 in Rimini, won ze de bronzen medaille in tumbling met het landenteam.
In haar jeugd (jeugdreeksen) werd ze 2 x Belgisch Kampioen triatlon en 2 x Belgisch Kampioen duatlon.